# Parco regionale Spina Verde
Il parco Spina Verde di Como è un'area naturale protetta della Lombardia che si sviluppa sulle colline che si cingono da nord-ovest a sud-ovest il centro di Como. Parte del parco confina con la Svizzera e, in particolare, con il parco della Collina del Penz.
Il territorio offre molteplici attrattive: in primo luogo la natura, che presenta aspetti geologici e botanici peculiari, l'archeologia, per via dei resti della Como protostorica e la storia, con importanti tracce storiche del comasco, in particolare il castello del Baradello e la Frontiera Nord. Rimarchevole anche il valore paesaggistico ed escursionistico dell'area del parco, che offre eccezionali scorci panoramici sulla pianura lombarda, le Prealpi, e il Lago di Como.
Anche i numerosi luoghi di culto, dagli edifici religiosi di pregevole valore storico e architettonico ai siti riconducibili ad antichi culti, ai santuari, ai luoghi di manifestazioni tradizionali, identificano la Spina Verde come sede privilegiata per lo studio dell'evoluzione della cultura religiosa.
Il parco, facilmente raggiungibile, è interessato dalla presenza di una fitta rete di sentieri che ne consentono un’agevole fruibilità. La sede del parco è a San Fermo della Battaglia, in località Cavallasca. Vi sono anche molte strutture ricettive (agriturismi e ristoranti) che offrono una ristorazione diffusa e di ottimo livello, per tutto l'anno.

## Monumenti e luoghi d'interesse

### Siti archeologici

#### Sito di Pianvalle
Di notevole interesse è il sito di Pianvalle, sul Monte Croce (via Monte Croce, comune di Como). Si tratta di un'area di circa 150 ettari che ospita resti di un insediamento protostorico riconducibile alla cultura di Golasecca e a popolazioni protoceltiche. L'insediamento fu abitato dal IX secolo a.C. alla prima metà del IV secolo a.C.. L'area archeologica comprende basamenti di capanne a pianta rettangolare, resti di muri a secco, un sentiero a gradini e un grande masso dotato di incisioni rupestri. Tali reperti - trovati durante diverse campagne di scavo intraprese a partire dall'inizio degli anni 1970 - sono databili al IX secolo a.C. (tarda età del Bronzo) e a una successiva fase di massima espansione dell'abitato tra il V-IV secolo a.C., durante la fioritura della civiltà celtica e del consolidamento degli Insubri, abitanti la Lombardia occidentale, nel cui territorio era ricompresa Como e i suoi dintorni. Secondo gli esperti si tratta di uno dei primissimi nuclei urbani stabili di Como, spostati poi nella piana tra le attuali Breccia e Montano Lucino, teoria confermata dai molti ritrovamenti fatti proprio in quella zona.

#### Roccia di Pianvalle
Subito a lato dell'abitato protostorico, la roccia di Pianvalle (un affioramento verticale di gonfolite) ha suscitato l'interesse degli esperti per le notevoli incisioni presenti: coppelle (piccole cavità semicircolari, molto ricorrenti nell'area alpina), spirali, motivi geometrici e serpentiformi, di significato incerto, forse rituale o sociale. Tra le incisioni spiccano un cerchio con raggi al proprio interno e un'ascia stilizzata. Atti di vandalismo hanno invece irrimediabilmente compromesso un'incisione raffigurante un uomo in preghiera.
La roccia presenta inoltre numerosi fori, destinati ad accogliere pali o travi di sostegno. La presenza di canali verticali incisi nella roccia fa pensare a un luogo destinato a lavorazioni di metalli.

#### Fonte della Mojenca
Rimanendo nel Comune di Como, un altro sito di notevole interesse è la cosiddetta fonte della Mojenca (il cui nome potrebbe derivare dai vocaboli celtici muit o moier, oppure dal lombardo möi o moia, termini che indicano tutti un luogo ricco d'acqua). Situata a poca distanza dall'abitato di Pianvalle, la fonte è una breve grotta artificiale realizzata a partire tra il X ed il V secolo a.C., in tre fasi successive, e destinata a riti e culti probabilmente druidici. La fonte si è preservata intatta, di per sé già molto raro per un manufatto tanto antico. In cima al condotto, lungo 20 m circa, vi è una sorgente naturale oggi quasi estinta (sgorga acqua solo in caso di piogge abbondanti). La fonte fu oggetto di culti legati alle acque, come appare anche dal bacino artificiale accuratamente realizzato secondo una forma trilobata davanti all'ingresso della galleria, situato in un suggestivo anfiteatro naturale. Il bacino fu il primo manufatto ad essere realizzato; in un secondo momento si realizzò la grotta, fatta di arenaria, ciottoli interrati e lastre di copertura in ghiandone. In una terza e ultima fase, vi vennero depositati materiali ceramici, databili al V secolo a.C.. La grotta della Mojenca è stata realizzata dai suoi antichi costruttori in modo che al solstizio d'inverno, il 21 dicembre, il sole entri direttamente nel condotto ed illumini la fonte di roccia viva; anche questo è un elemento riconducibile ai culti solari, e che rende la Fonte della Mojenca una preziosissima testimonianza storica.

#### Camera Grande e Camera Carugo
Dalla località Leno del quartiere cittadino di Prestino è possibile raggiungere due grandi camere rettangolari della tarda età del Bronzo (X-IX sec. a.C.) scavate nella roccia viva della collina: la Camera Grande, della dimensione di 8,71 m x 5,05 m e la Camera Carugo, più piccola. Entrambe sono situate lungo un antico percorso che dai piedi della collina saliva all'abitato di Pianvalle, di cui facevano certamente parte, e la loro funzione è tuttora ignota: forse abitazioni, forse fortificazioni o siti produttivi. Fori per pali o travi, praticati nella roccia, fanno ritenere che fossero munite di tettoie e pareti, e sono presenti canali di scolo scalpellati con cura. Nel punto più elevato, le pareti della Camera Grande sono altre 3,15 m. Pertanto, la Camera Grande e la Camera Carugo sono esempi di architettura protostorica eccezionalmente ben conservati e di elevato interesse archeologico. Inoltre, si presume che le due camere fossero dotate di coperture in paglia, strutturate come i tetti dei cosiddetti masün ancor'oggi visibili a Garzeno. La Camera Grande aveva funzioni abitative, mentre per la Camera Carugo si presume fosse un locale adibito alla lavorazione di metalli.

### Architetture civili e militari

#### Castello del Baradello

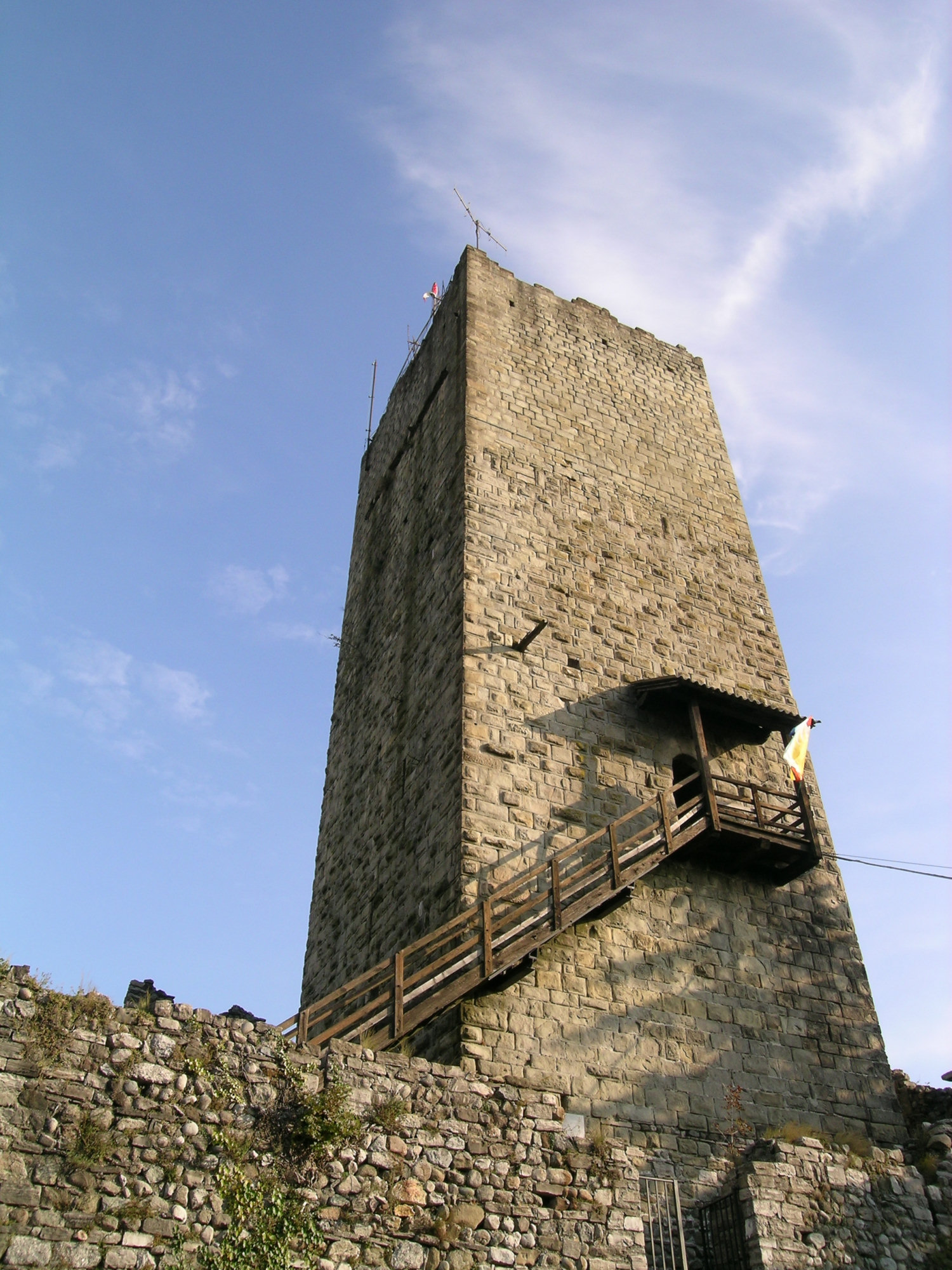
Castello del Baradello: torre principale, unico edificio del complesso castelliero tuttora agibile. È circondata dai resti visibili di un vasto fortilizio, caposaldo di un articolato sistema di fortificazioni demolito dagli spagnoli nel 1526 per privare Como delle sue difese.

Simbolo di Como visibile da lontano, il castello sorge sulle falde orientali della dorsale collinare di Como ed era parte di un sistema di fortificazioni medievali che dal dosso Baradello, scendeva nell'attuale Camerlata per risalire sul prospiciente Monte Goi (noto anche come Monte Goj). Costruito nel XII secolo per ordine di Federico Barbarossa, su resti di preesistenti edifici romani e longobardi, presenta una torre ben conservata (visitabile), resti di mura ed edifici perimetrali, e tracce di una muraglia che cingeva tutto il pendio della collina del Baradello fino a Camerlata. Demolito con le sue mura nel 1526 dagli Spagnoli, eccetto la torre, che in epoca medievale è stata prigione di Napoleone della Torre.

#### Frontiera Nord
Il Monte Sasso di Cavallasca ed il Monte Olimpino, nella zona ovest del parco (comune di San Fermo d. B.) presentano numerose opere militari difensive realizzate tra il 1917 ed il 1918 per volere del generale Luigi Cadorna, che volle fortificare tutto il confine italo-svizzero nel timore di un'invasione germanica attraverso la Svizzera; trincee, gallerie sotterranee, postazioni in casamatta su cui spicca il fortino di Monte Sasso, sono tuttora in buone condizioni e collegati da una strada militare ancora efficiente.

#### Scala del Paradiso
Realizzata nei primi anni del '900, consta di ben 900 gradini ed aveva lo scopo di facilitare il pattugliamento del confine italo-svizzero da parte della Regia Guardia di Finanza: scende dal Monte Sasso di Cavallasca fino a Chiasso. Servì invece ad agevolare il contrabbando che si avvalse subito di questa struttura. È una singolare e interessante testimonianza dell'epoca del contrabbando, ormai scomparsa ma molto viva nella memoria storica comasca.

#### Cava di Camerlata
La cava da cui per secoli si è estratta la pietra arenaria servita per edificare, tra l'altro, il Castello del Baradello e le basiliche di Como, presenta oggi un ambiente spettacolare e di forte impatto, con forti escursioni verticali. È presente un punto di osservazione con un eccellente panorama sulla pianura. È visitabile solo su richiesta.

#### Polveriera del Regio Esercito
All'estremità est del parco, in località Valbasca, è tuttora presente una polveriera militare realizzata nel 1940 per stoccare munizioni in un luogo sicuro fuori dal centro abitato di Como, tra due dorsali naturali che fornivano ottima protezione in caso di esplosioni accidentali. Dopo anni di fatiscenza, il complesso è stato parzialmente ristrutturato nel secondo decennio del XXI secolo. Il complesso di garitte e casematte, tipico esempio di architettura militare del tempo, è visibile dal sentiero ed è in un contesto naturalistico suggestivo. La polveriera è stata l'oggetto, nel 1941, dell'unico bombardamento aereo subito da Como, quando un apparecchio inglese vi sganciò alcune bombe che non produssero danni.

### Architetture religiose

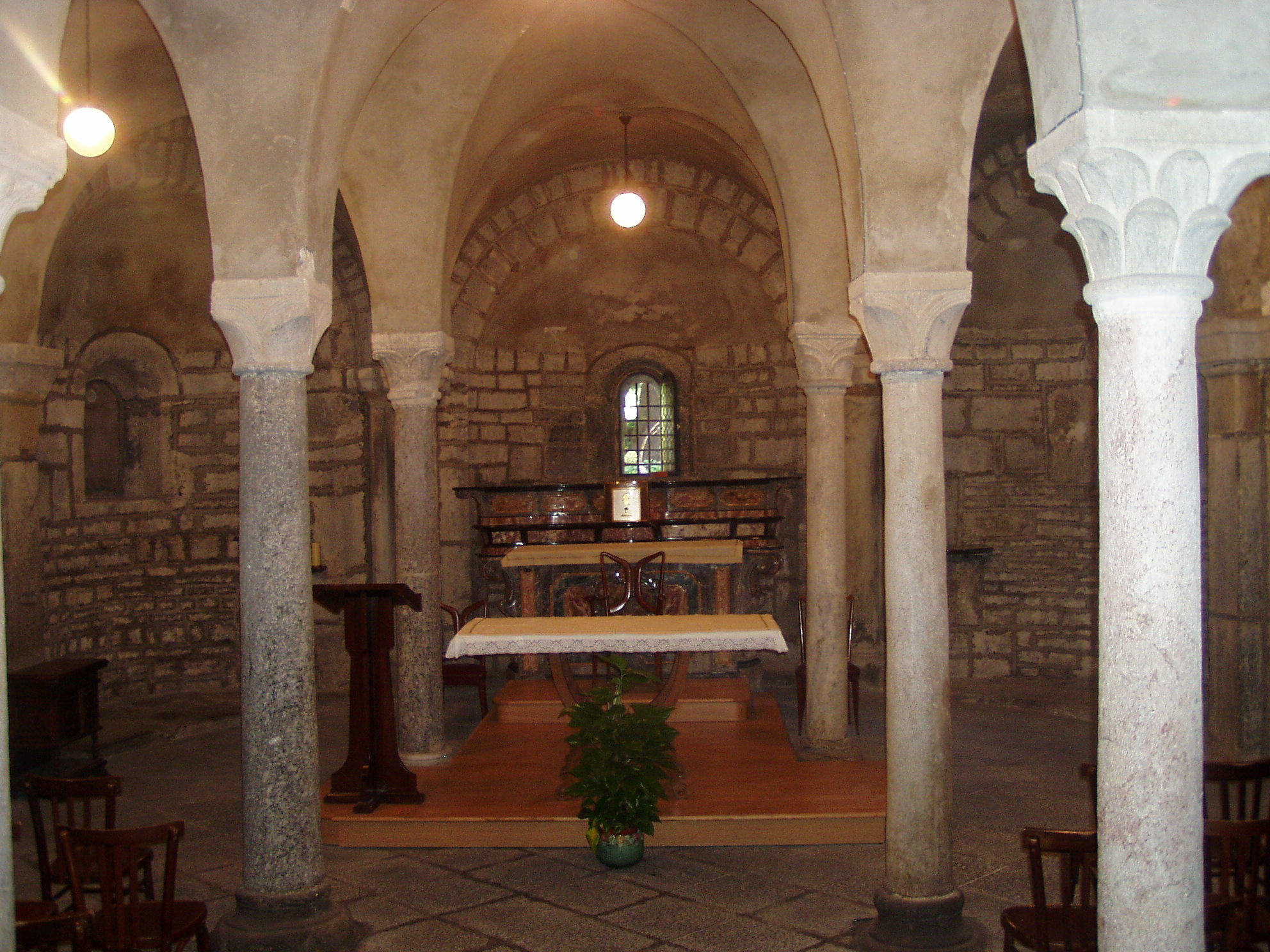
la cripta della Basilica di San Carpoforo: vi furono sepolti i santi Carpoforo e Felice.

#### Basilica di S. Carpòforo (comune di Como)
Probabilmente la più antica chiesa di Como, secondo una diffusa versione costruita nel IV secolo da S. Felice, primo vescovo cristiano di Como, su un preesistente tempio pagano. Le spoglie del santo vennero sepolte nella suggestiva cripta, poi traslate ma ne rimane il sarcofago. Edificio a pianta singolare, con facciata contro la parete della collina e ingresso laterale, probabilmente a causa della preesistente struttura romana, o per antiche frane.

#### Basilica di S. Abbondio (comune di Como)

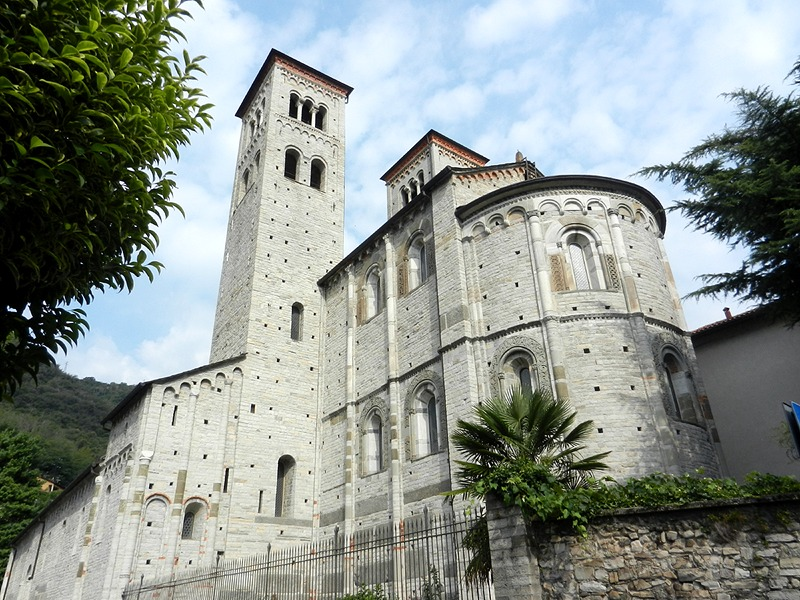
La Basilica di S. Abbondio, gioiello del romanico lombardo; la facciata è decorata da pregevoli fregi, opera dei celebri Maestri Comacini

Superbo esempio di romanico lombardo, fu costruita dai monaci benedettini sui resti di una basilica paleocristiana e consacrata nel 1095. Presenta splendide decorazioni esterne, opera dei Maestri Comacini, e un pregevole ciclo pittorico nell'abside.

#### Croce di Sant'Eutichio
La colma del Monte Croce (550 m s.l.m.) ospita la cosiddetta "Croce di Sant'Eutichio". Si tratta di una struttura metallica con basamento in cemento, dotata di illuminazione. Ideata nel 1933, la croce venne realizzata e installata l'anno successivo, su dono dall'Azione Cattolica di Como, in sostituzione di una precedente croce di legno. 

#### Chiesa di S. Rocco o "dei Pittori" (comune di S. Fermo d. B.)
La chiesa, costruita nel 1857 su un lazzaretto, ha la interessante caratteristica di essere stata decorata nel 1978 da ben 14 diversi artisti convocati appositamente, che realizzarono un ciclo di affreschi della Passione.

### Siti naturalistici

#### Area umida di Parè (comune di Colverde)
Interessante biotopo situato sul "sentiero confinale", costituito da una piccola area con sorgenti naturali, in cui convivono specie animali (rana rossa di Lataste e salamandre) protette.

#### Sorgenti del Seveso (comune di S. Fermo d. B.)
All'interno del parco, alle pendici del Sasso di Cavallasca e a pochi metri dal confine elvetico, sgorga il fiume Seveso. La sorgente, protetta da una struttura in pietra, ha una grande importanza ambientale anche perché ospita una colonia di gamberi di fiume, quasi scomparsi altrove.

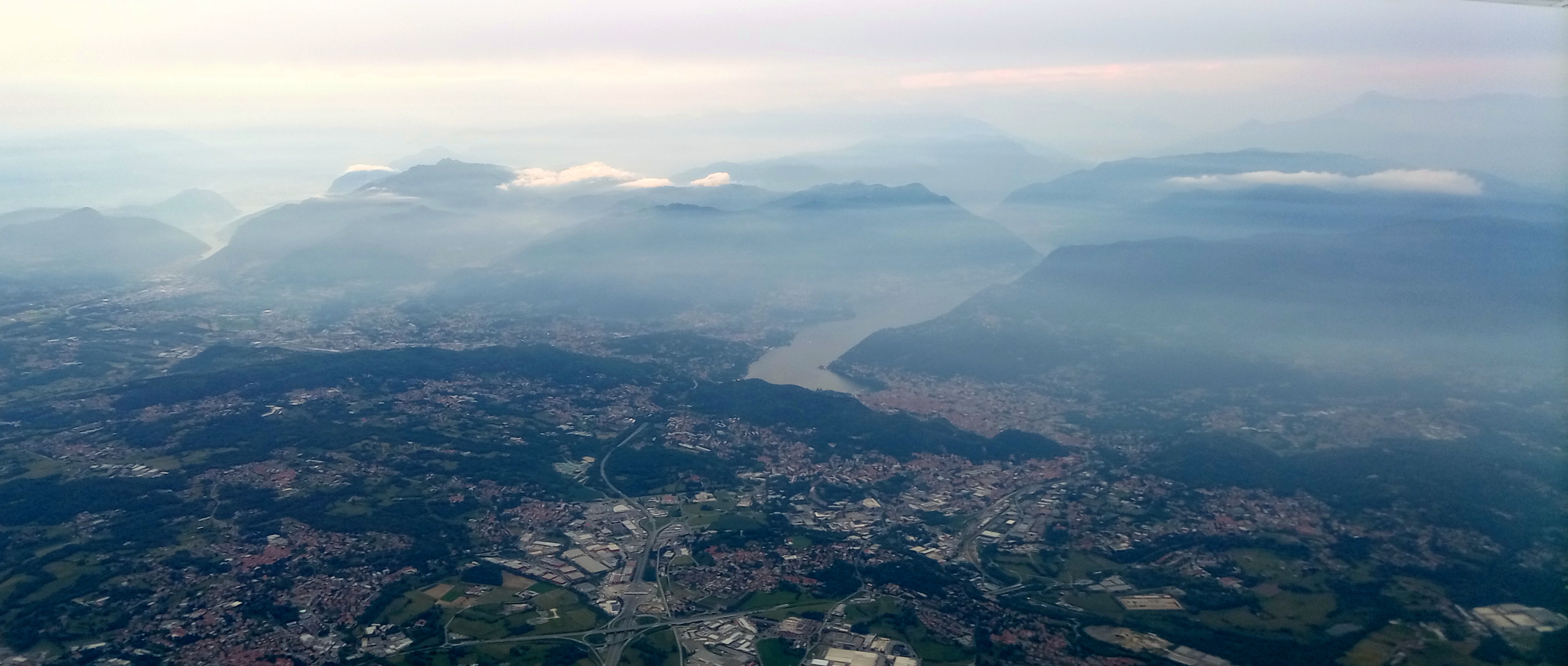
Vista da sud sulla periferia di Como, con le colline della Spina Verde ben identificabili.

### Punti panoramici
Tutto il parco presenta una forte vocazione panoramica, essendo una dorsale collinare che svetta sulla pianura; tra i vari colli che fanno parte dell'area verde, i più elevati sono il Monte Sasso (618 m s.l.m.), il Monte Croce (550 m s.l.m.), il Monte Caprino (487 m s.l.m.), il Monte Goi (476 m s.l.m.), il Colle del Respau e il Monte Baradello (432 m s.l.m.). Tra questi, il Monte Goi, il Colle Respaù e lo spiazzo del Pin Umbrela (sul Monte Sasso) offrono in particolare una vista impareggiabile a 360° su tutta la pianura lombarda, sul lago di Como e le Alpi svizzere. Numerose postazioni di sosta sono presenti lungo i sentieri nei punti più panoramici.

## Sentieri
(Sentiero 1) "La dorsale Collinare"
(Itinerario): Panoramico
(Percorribilità): A piedi
(Difficoltà): Facile
(Tempo di Percorrenza): 2h
(Interesse): Panoramico, Storia
(Sentiero 2) "Confinale"
(Itinerario): Storia, Archeologico
(Percorribilità): A piedi
(Difficoltà): Facile
(Tempo di Percorrenza): 3h
(Interesse): Storia
(Sentiero 3) "Sant'Eutichio"
(Itinerario): Storia, Archeologico
(Percorribilità): A piedi
(Difficoltà): Impegnativa
(Tempo di Percorrenza): 40min
(Interesse): Flora, Religione, Storia
(Sentiero 4) "Monte Caprino"
(Itinerario): Storia, Archeologico
(Percorribilità): A piedi
(Difficoltà): Facile
(Tempo di Percorrenza): 45min
(Interesse): Panorama, Religione, Storia
(Sentiero 5) "Monte Goj"
(Itinerario): Panoramico
(Percorribilità): A piedi
(Difficoltà): Facile
(Tempo di Percorrenza): 20min
(Interesse): Flora, Panorama, Storia

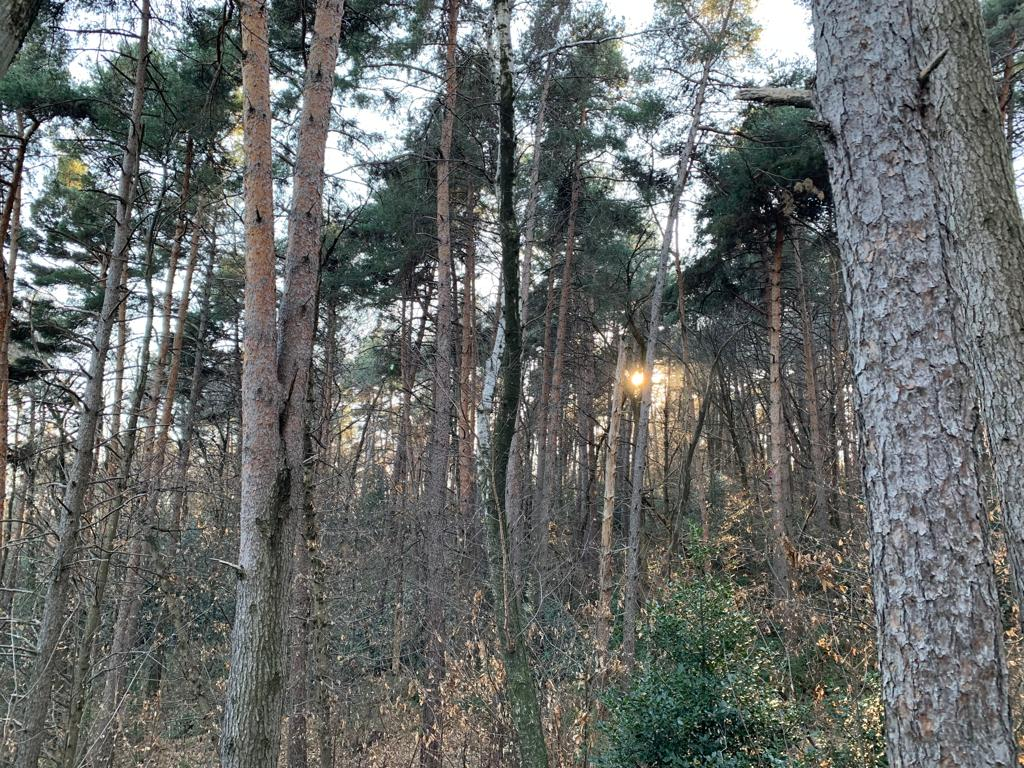
Panorama naturalistico sul Sentiero 12 verso Cavallasca con una vista sulla foresta ricoperta di pini domestici

(Sentiero 6) "Valbasca"
(Itinerario): Naturalistico
(Percorribilità): A piedi
(Difficoltà): Facile
(Tempo di Percorrenza): 25min
(Interesse): Panorama, Storia
(Sentiero 7) "Cavallasca"
(Itinerario): Storia, Archeologico
(Partenza): Villa Imbonati (Como)
(Percorribilità): A piedi
(Difficoltà): Facile
(Tempo di Percorrenza): 2h
(Interesse): Storia
(Sentiero 8)  "Sentiero Naturalistico di Parè"
(Partenza): Località La Torre (Cavallasca)
(Percorribilità): A piedi
(Difficoltà): Facile
(Tempo di Percorrenza): 1h 30min
(Interesse): Flora
(Sentiero 9) "Percorso Vita" (Valbasca)
(Itinerario): Sportivo
(Percorribilità): A piedi
(Difficoltà): Facile
(Tempo di Percorrenza): 1h
(Sentiero 10) "Baradello"
(Itinerario): Storia, Archeologico
(Percorribilità): A piedi
(Difficoltà): Facile
(Tempo di Percorrenza): 25min
(Interesse): Storia
(Sentiero 11) "Protostorico"
(Itinerario): Storia, Archeologico
(Percorribilità): A piedi
(Difficoltà): Facile
(Tempo di Percorrenza): 2h
(Interesse): Storia
(Sentiero 12) "Via Lucis" 
(Percorribilità): A piedi
(Difficoltà): Facile
(Tempo di Percorrenza): 25min
(Interesse): Storia
(Sentiero 13) "Sentiero dell'Acqua
(Itinerario): Naturalistico
(Percorribilità): A piedi
(Difficoltà): Facile
(Tempo di Percorrenza): 50min
(Interesse): Flora, Panorama, Storia

## Accessibilità
Tutta l'area è ben servita da collegamenti stradali e ferroviari.

### Strade
Autostrada A9 Milano-Como-Chiasso, uscita Como Sud o Como Monte Olimpino.

## Status giuridico del parco
Istituito con la Legge Regionale n° 10 del 1993 di Regione Lombardia, il parco è gestito da un consorzio di cui fanno parte la Provincia di Como e i comuni nel cui territorio rientra lo stesso parco (attualmente: Como, San Fermo della Battaglia e Colverde).

### Esplicative
1. ↑  Sorte analoga è toccata al cosiddetto Omino di Prestino, unica ulteriore incisione dalle sembianze umane presente nel parco.

### Bibliografiche
1. 1 2 3  Manzoni, Parco Spina Verde, p. 12.
2. ↑  Manzoni, Conoscere [...], p. 18
3. 1 2 3 4 5 6 7  Manzoni, Conoscere [...], p. 44
4. ↑  Manzoni, Parco Spina Verde, p. 13.
5. ↑  Manzoni, Conoscere [...], p. 16.
6. ↑   Manzoni, Parco Spina Verde, p. 13.
7. 1 2 3 4 5 6 7  Manzoni, Parco Spina Verde, p. 15.
8. 1 2  Manzoni, Conoscere [...], p. 45
9. 1 2 3 4 5  Manzoni, Conoscere [...], p. 20.
10. 1 2 3   Manzoni, Conoscere [...], p. 16
11. 1 2 3 4 5  Manzoni, Parco Spina Verde, p. 14.
12. 1 2 3 4  Manzoni, Conoscere [...], p. 43
13. 1 2 3  Manzoni, Conoscere [...], p. 19.
14. ↑  Manzoni, Conoscere [...], p. 10.
15. ↑  Manzoni, Parco Spina Verde, pp. 21-22.
16. ↑   Ente Turistico del Mendrisiotto e Basso Ceresio (a cura di), Pedrinate - Nella storia ..., in pannello esplicativo sito nel parchetto di Via Tinelle a Pedrinate.
17. 1 2  Manzoni, Conoscere [...], p. 11.
18. ↑   Ex polveriera di Albate, lavori fermi dopo il ritrovamento di due ordigni bellici nel controsoffitto, su QuiComo. URL consultato il 5 gennaio 2022.
19. ↑   Ex polveriera ancora inutilizzata «Tutta colpa dei ritardi di Enel», su laprovinciadicomo.it. URL consultato il 5 gennaio 2022.
20. 1 2 3 4 5 6 7 8  Manzoni, Il Parco Spina Verde, p. 8.
21. 1 2 3   Percorso 3 - Il cammino di Sant'Eutichio, su camminacitta. URL consultato il 17 maggio 2024.
22. ↑   Monte Croce, regalo alla città La croce torna illuminata, in La Provincia.
23. 1 2 3  Manzoni, Parco Spina Verde, p. 56.
24. ↑   Nei boschi della Spina Verde Sulle orme di Sant'Eutichio, su www.laprovinciadicomo.it, 30 novembre 2012. URL consultato il 17 maggio 2024.
25. ↑  Manzoni, Conoscere [...], p. 12.